# Perilissus escazuae
Perilissus escazuae är en stekelart som beskrevs av Ian D. Gauld 1997. Perilissus escazuae ingår i släktet Perilissus och familjen brokparasitsteklar. Inga underarter finns listade i Catalogue of Life.